# Suta virágbogár
A suta virágbogár (Valgus hemipterus) a ganajtúrófélék családjába tartozó, Eurázsiában, Észak-Afrikában és Észak-Amerikában honos bogárfaj. 

## Megjelenése
A suta virágbogár testhossza 6-8 mm. Alapszíne fekete, sötétszürke vagy vörösbarna, amely világosszürke pikkelyekkel márványozott. Potrohvége kilóg a szárnyfedők alól. Lábai hosszúak, erőteljesek. Feje kicsi és eléggé lapos, szemei nagyok és domborúak. Lemezes csápjai rövidek, nagyjából egyformák mindkét nemnél. A hímek előháta a hímeknél nagyjából négyzetes, a nőstényeké kissé megnyúlt; kb. a középvonalnál a legszélesebb, sarkai lekerekítettek. Felszíne egyenetlen, durván pontozott, az elülső szegélytől két hosszanti gerinc indul hátrafelé. A szögletes, lekerekített sarkú szárnyfedők a vállaknál a legszélesebbek, enyhén keskenyednek, majd a végén hirtelen külön-külön futnak az íves csúcspontba. Felszíne durván formált, hosszanti bemélyedésekkel és finom bordákkal. A potrohvég mindkét nemnél kilétszik; a nősténynél ritkás, elszórt szürke pikkelyekkel, míg a hímé két sötét folt kivételével sűrűn pikkelyes. Az elülső lábak lábszára (tibia) megvastagodott és külső szélén öt tüske sorakozik rajta); a középső és hátsó lábak lábszára szintén masszív, de sima, csak a végén áll egy erőteljes tüske (sarkantyú). A hímek valamivel kisebbek, pikkelyes foltjaik kiterjedtebbek. A nőstények könnyen felismerhetőek hosszú tojócsövük alapján. 

## Elterjedése
Európában (az Ibériai-félszigettől egészen Nyugat-Szibériéig) és Észak-Afrikában őshonos. Európában inkább délen gyakoribb, északon csak elszórt, elszigetelt populációi ismertek. Észak-Amerikába behurcolták; itt 1980-ban fedezték fel és azóta elterjedt az Egyesült Államok északkeleti és Kanada délkeleti részén. Magyarországon országszerte elterjedt, viszonylag gyakori bogárfaj.  

## Életmódja
A kifejlett bogarak áprilistól július-augusztusig láthatók, rajzásának csúcsa május-júniusra esik. Többféle, félig-meddig száraz élőhelyen megtalálható, erdőszéleken, cserjésekben, dús növényzetű réteken, de kertekben, parkokban is. A virágok nektárjával, pollenjével táplálkozik, itt kerül sor a párzásra is. A nőstény különféle lombos fák (pl. tölgy, szil, nyír, szelídgesztenye) korhadó, nyirkos faanyagába rakja le petéit, a lárva ezzel táplálkozik. Nyár végén vagy ősz elején a korhadó fában, vagy a talajban bebábozódik és még abban az évben imágóvá alakul, de nem bújik elő egészen tavaszig. A nektártermelő virágokon nagyobb számban összegyűlhet, lárváiból is egész seregnyi lehet a fatörzsekben. 
Magyarországon nem védett. 

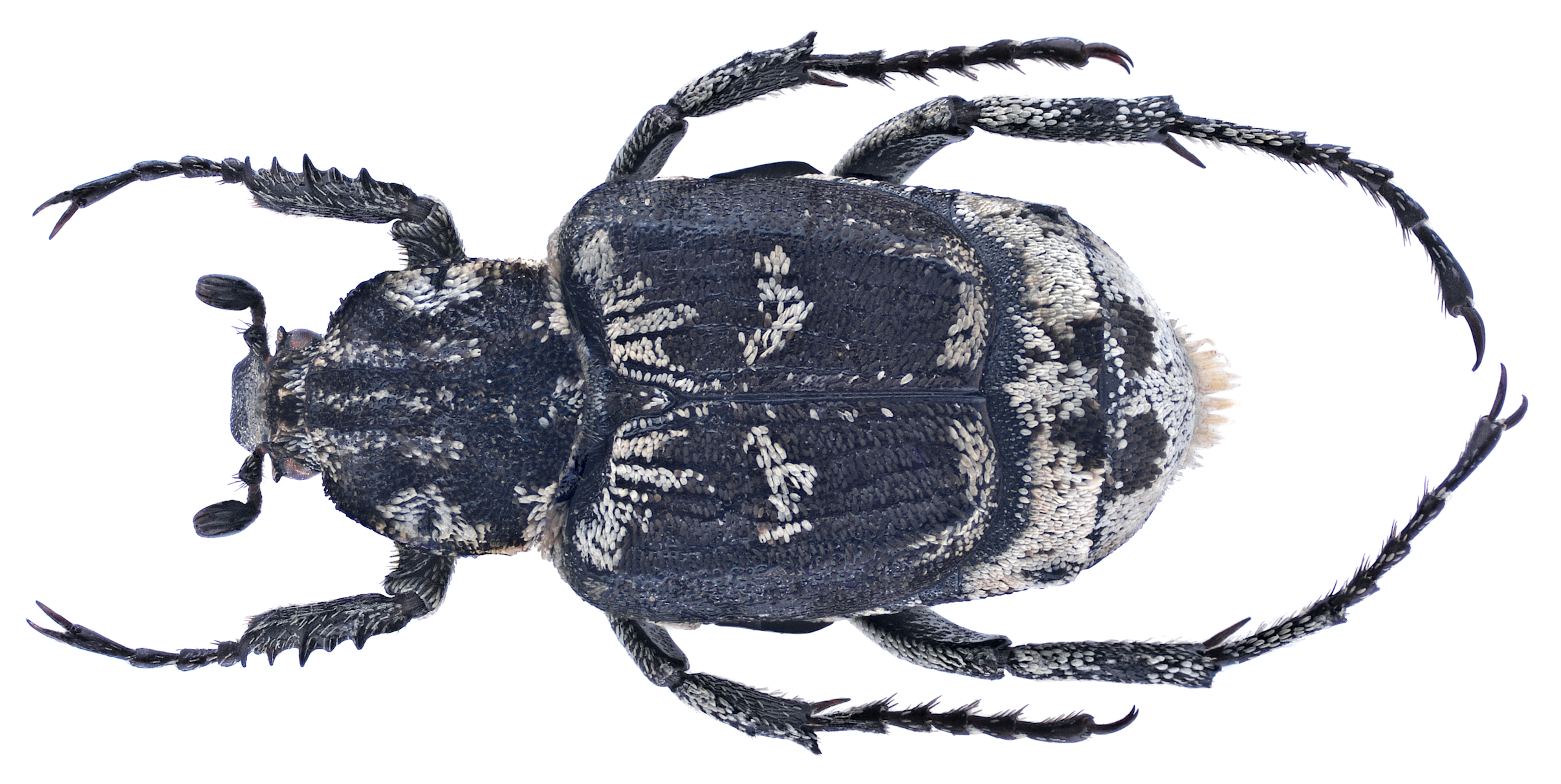
Hím
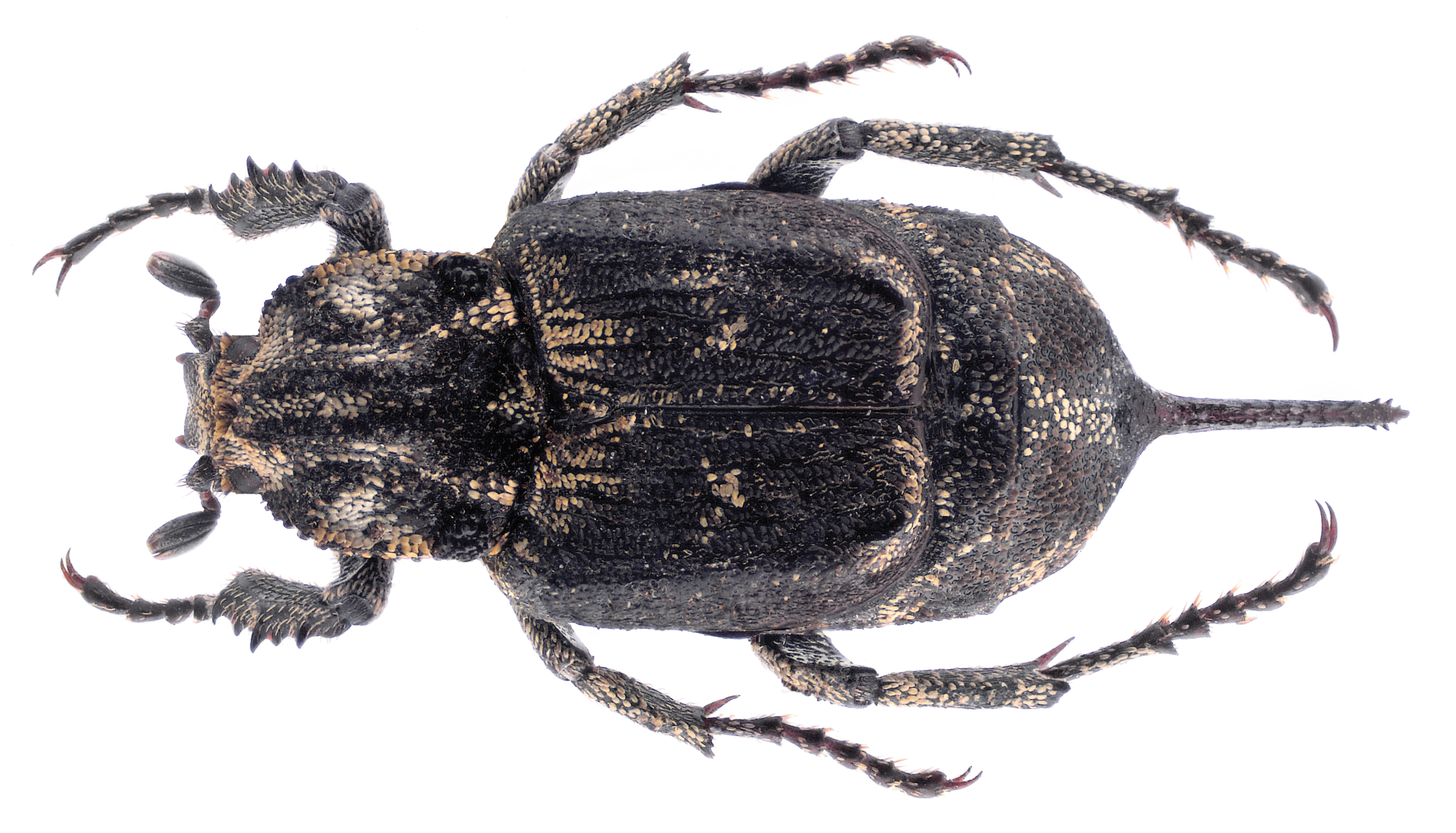
Nőstény
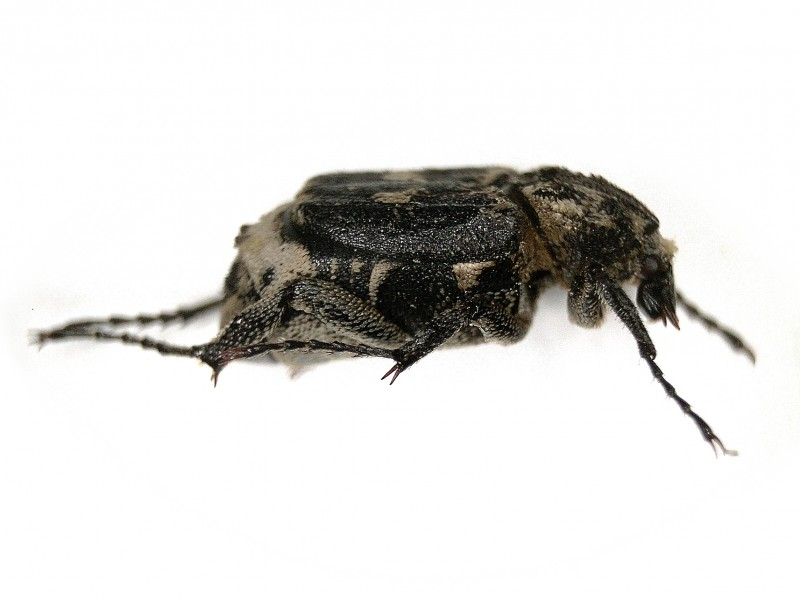
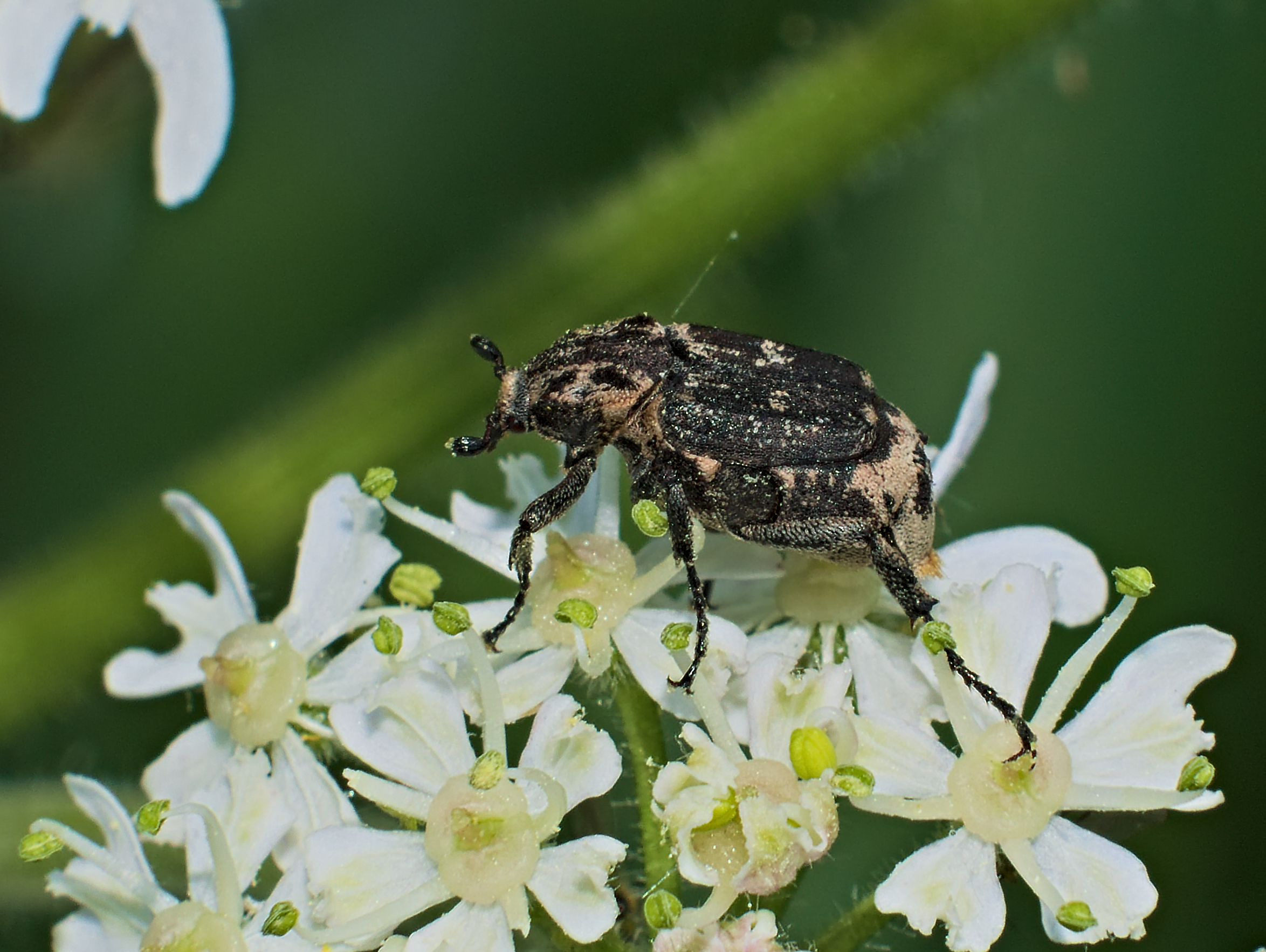
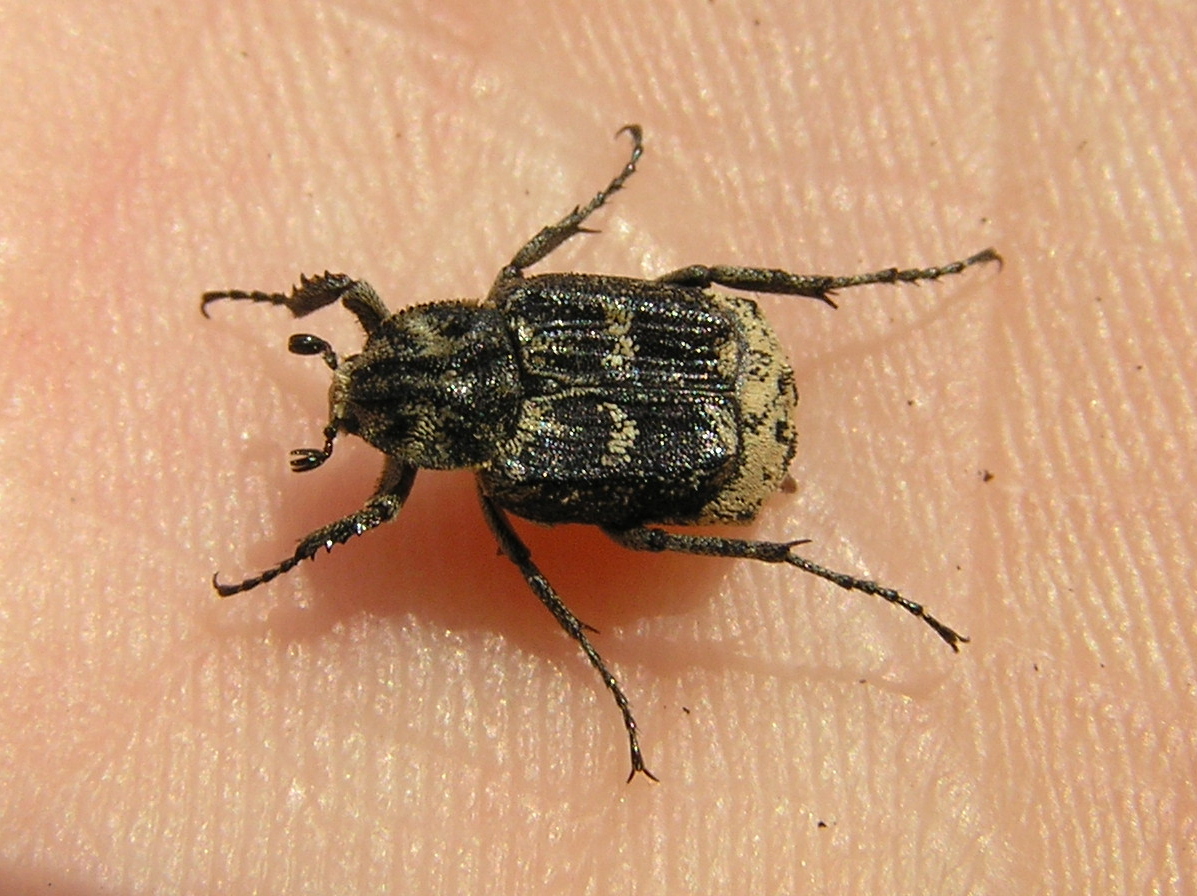